# Damian Skołorzyński
Damian Skołorzyński (ur. 12 lutego 1991 roku w Węgorzewie) – polski piłkarz występujący na pozycji obrońcy w Niecieczy KS.

## Kariera klubowa
Damian Skołorzyński jest wychowankiem Mamr Giżycko, gdzie grał w drużynach juniorskich. Następnie trafił do Wisły Kraków. W trakcie rundy wiosennej sezonu 2009/2010 zadebiutował w zespole Młodej Wisły. 25 maja 2011 roku zadebiutował w pierwszej drużynie Wisły, pojawiając się na boisku w 90. minucie wygranego 3:0 meczu z Zagłębiem Lubin. Wisła kilkanaście dni wcześniej zapewniła sobie tytuł Mistrza Polski.

## Statystyki
Stan na 29 maja 2012
| Klub              | Sezon     | Liga        | Liga  | Liga   | Puchary krajowe | Puchary krajowe | Puchary europejskie | Puchary europejskie | Suma  | Suma   |
| Klub              | Sezon     | Liga        | Mecze | Bramki | Mecze           | Bramki          | Mecze               | Bramki              | Mecze | Bramki |
| ----------------- | --------- | ----------- | ----- | ------ | --------------- | --------------- | ------------------- | ------------------- | ----- | ------ |
| Wisła Kraków (ME) | 2009/2010 | MESA        | 1     | 0      | –               | –               | –                   | –                   | 1     | 0      |
| Wisła Kraków (ME) | 2010/2011 | MESA        | 22    | 0      | –               | –               | –                   | –                   | 22    | 0      |
| Wisła Kraków      | 2010/2011 | Ekstraklasa | 1     | 0      | 0               | 0               | 0                   | 0                   | 1     | 0      |
| Nieciecza         | 2011/2012 | I liga      | 9     | 0      | 1               | 0               | –                   | –                   | 10    | 0      |

## Sukcesy

### Wisła Kraków
- Ekstraklasa: 2010/11